# Luis Fernández Pereira
Luis Fernández Pereira (Salceda de Caselas, 20 de enero de 1997) es un deportista español que compite en piragüismo en la modalidad de eslalon.
Ganó una medalla de plata en el Campeonato Mundial de Piragüismo en Eslalon de 2019 y una medalla de bronce en el Campeonato Europeo de Piragüismo en Eslalon de 2022, ambas en la prueba de C1 por equipos.

## Palmarés internacional
| Campeonato Mundial | Campeonato Mundial             | Campeonato Mundial | Campeonato Mundial |
| Año                | Lugar                          | Medalla            | Competición        |
| ------------------ | ------------------------------ | ------------------ | ------------------ |
| 2019               | Seo de Urgel (España)          | Medalla de plata   | C1 por equipos     |
| Campeonato Europeo |                                |                    |                    |
| Año                | Lugar                          | Medalla            | Competición        |
| 2022               | Liptovský Mikuláš (Eslovaquia) | Medalla de bronce  | C1 por equipos     |